# Factor Landé
Factorul Landé (numit după fizicianul Alfred Landé) este o mărime adimensională care reprezintă raportul dintre momentul magnetic măsurat al unei particule microscopice (atom, nucleu atomic sau particulă elementară) și momentul magnetic al particulei, calculat conform fizicii clasice, pentru aceeași valoare a momentului cinetic orbital.

## Definiție
Conform fizicii clasice, momentul magnetic al unei particule de masă {\displaystyle m\,} și sarcină electrică {\displaystyle q,\,} care se mișcă pe o orbită circulară cu un moment cinetic {\displaystyle \mathbf {L} } este 
{\displaystyle {\boldsymbol {\mu }}={\frac {q}{2m}}\mathbf {L} \,.}
În fizica cuantică, o particulă microscopică posedă, pe lângă momentul cinetic orbital {\displaystyle \mathbf {L} ,} și un moment cinetic intrinsec {\displaystyle \mathbf {S} ,} numit spin. Momentul cinetic total {\displaystyle \mathbf {J} \,} este suma acestora:
{\displaystyle \mathbf {J} =\mathbf {L} +\mathbf {S} \,.}
Contribuția momentului cinetic orbital la momentul magnetic are aceeași formă ca în fizica clasică 
{\displaystyle {\boldsymbol {\mu }}_{L}={\frac {q}{2m}}\mathbf {L} \,,}
pe când contribuția momentului cinetic de spin conține un g-factor de spin {\displaystyle g_{S}\,}:
{\displaystyle {\boldsymbol {\mu }}_{S}=g_{S}{\frac {q}{2m}}\mathbf {S} \,.}
Suma acestor două contribuții este momentul magnetic total, definit în raport cu momentul cinetic total cu ajutorul unui g-factor total {\displaystyle g_{J}\,}, care este tocmai factorul Landé:
{\displaystyle {\boldsymbol {\mu }}_{J}=g_{J}{\frac {q}{2m}}\mathbf {J} \,.}
Adunând rezultatele, se obține, pentru o particulă cu sarcină electrică nenulă (cum este electronul)
{\displaystyle g_{J}\mathbf {J} =\mathbf {L} +g_{S}\mathbf {S} \,.}
În cazul unei particule cu sarcină electrică zero (cum este neutronul), mișcarea orbitală nu contribuie la momentul magnetic total; formula precedentă devine
{\displaystyle g_{J}\mathbf {J} =g_{S}\mathbf {S} \,.}

## Atom cu mai mulți electroni
Pentru un electron, gS = -2; cu notația simplificată g = gJ se obține
{\displaystyle g\mathbf {J} =\mathbf {L} +2\mathbf {S} \,.}
Plecând de aici, un calcul al factorului Landé pentru un atom cu mai mulți electroni, luând în considerare cuplajul spin-orbită, duce la rezultatul
{\displaystyle g=1+{\frac {J(J+1)-L(L+1)+S(S+1)}{2J(J+1)}}\,.}
J, L și S sunt, respectiv, numerele cuantice care caracterizează stările atomului cu valori bine determinate ale momentului cinetic total, momentului cinetic orbital și momentului cinetic de spin. Valoarea aproximativă obținută de Landé în 1923, în cadrul teoriei cuantice vechi, era
{\displaystyle g=1+{\frac {J^{2}-{\tfrac {1}{4}}-L^{2}+S^{2}}{2(J^{2}-{\frac {1}{4}})}}\,.}